# مارتاین توسولد
مارتاین توسولد (هلندی: Martijn Tusveld؛ زادهٔ ۹ سپتامبر ۱۹۹۳) دوچرخه‌سوار اهل هلند است.
از باشگاه‌هایی که در آن رکاب زده‌است می‌توان به تیم دوچرخه‌سواری رابوبانک دولوپمنت، تیم لوتوان‌ال–یومبو، تیم سانوب و تیم دوچرخه‌سواری رومپوت–ندرلانسه لوتری اشاره کرد.